# Лахор (округ)
Округ Лахор (пенджаб. ضلع لہور; урду ضلع لاہور) — округ у Пенджабі, Пакистан, де знаходиться столиця провінції Лахор. Це найбільш густонаселений округ Пакистану, з населенням понад 13 мільйонів станом на 2023 рік.
Загальна площа округу становить 1 772 квадратних кілометри (684 квадратних милі). До 1976 року округ Лахор мав 3 техсіли. Техсіл Лахор, техсіл Касур і техсіл Чуніан. Але в 1976 році Касур і Чуніан увійшли до округу Касур і відокремилися від округу Лахор.

## Адміністративний устрій
Район адміністративно поділяється на п'ять техсілей:
- Лахор Кант
- Місто Лахор
- Шалімар
- Рейвінд
- Модельне містечко

## Демографія
На момент перепису населення 2017 року в окрузі Лахор налічувалося 1 744 755 домогосподарств і 11 119 985 мешканців. Співвідношення статей у Лахорі становило 912 жінок на 1000 чоловіків, а рівень грамотності — 77,08 %: 79,19 % для чоловіків і 74,75 % для жінок. Все населення проживало в міських районах. 2 609 959 осіб (23,47 %) були віком до 10 років. У 2023 році в окрузі налічувалося 2 012 526 домогосподарств і 13 004 135 осіб.
| Релігія в окрузі Лахор (2017) | Релігія в окрузі Лахор (2017) | Релігія в окрузі Лахор (2017) | Релігія в окрузі Лахор (2017) | Релігія в окрузі Лахор (2017) |
| ----------------------------- | ----------------------------- | ----------------------------- | ----------------------------- | ----------------------------- |
| Релігія                       |                               |                               | Відсоток                      |                               |
| Іслам                         | Іслам                         |                               | 94.70%                        | 94.70%                        |
| Християнство                  | Християнство                  |                               | 5.14%                         | 5.14%                         |
| Інше або не вказали           | Інше або не вказали           |                               | 0.16%                         | 0.16%                         |

| Релігія                        | Населення (1941) :42 | Відсоток (1941) | Населення (2017) | Відсоток (2017) |
| ------------------------------ | -------------------- | --------------- | ---------------- | --------------- |
| Іслам                          | 1 027 772            | 60,62%          | 10 530 816       | 94,7%           |
| Сикхізм                        | 310,646              | 18,32%          | Н/Д              | Н/Д             |
| Індуїзм                        | 284 689              | 16,79%          | 2670             | 0,02%           |
| Християнство                   | 67,686               | 3,99%           | 571,365          | 5,14%           |
| Ахмадія                        | Н/Д                  | Н/Д             | 13,433           | 0,12%           |
| Інші                           | 4,582                | 0,27%           | 1,701            | 0,02%           |
| Загальна чисельність населення | 1 695 375            | 100%            | 11,119,985       | 100%            |

Під час перепису населення 2017 року 80,94 % населення розмовляли пенджабі, 12,62 % — урду, 2,71 % — пушту та 1,02 % — сараїкі. 1,75 % населення вказали свою мову як «іншу» під час перепису.

## Освіта
Згідно з Пакистанським рейтингом освітніх округів, складеним Аліфом Айлааном, Лахор посідає 32 місце в країні з балом 69,2 і балом навчання 53,93. Лахор посідає перше місце в країні за показником готовності з балом 93,51. За оцінками ДВК, Лахор посідає останнє місце серед усіх районів Пенджабу як у 5, так і у 8 класах.
Наукові лабораторії в школах або недоступні, або недостатньо обладнані. Оцінка шкільної інфраструктури Лахору становить 91,32 бала, що становить 29 місце в національному рейтингу. Дотепер деякі школи в такому великому окрузі, як Лахор, проводять заняття під відкритим небом або мають небезпечні класи.
Проблеми, про які здебільшого повідомляють у додатку TaleemDo! з Лахору, полягають у тому, що учні хочуть навчатися в приватних школах, оскільки вони кращі за державні, але не можуть дозволити собі платити за навчання. Також повідомлялося про розрив у спілкуванні між вчителями та учнями, а деякі з них повідомили про деякі проблеми з обладнанням у їхніх школах.

## Нотатки
1. ↑  Історичні кордони районів можуть не точно збігатися з сучасними через різні розгалуження кордонів районів - які згодом створили нові райони - по всьому історичному регіону Пенджаб в епоху після здобуття незалежності, які враховували зростання чисельності населення.
2. ↑  Перепис 1941 року: Включаючи Ад-Дарміс.
3. ↑  Включаючи джайнізм, буддизм, зороастризм, іудаїзм, або не вказано.